# Spathoglottis
Spathoglottis – rodzaj roślin z rodziny storczykowatych (Orchidaceae). Obejmuje 42 gatunki występujące w Azji Południowo-Wschodniej w takich krajach i regionach jak: Andamany, Asam, Bangladesz, Archipelag Bismarcka, Borneo, Kambodża, Karoliny, Chiny, Wyspy Cooka, Himalaje, Fidżi, Indie, Jawa, Laos, Małe Wyspy Sundajskie, Malezja Zachodnia, Moluki, Mariany, Riukiu, Nepal, Nowa Kaledonia, Nowa Gwinea, Nikobary, Niue, Filipiny, Queensland, Samoa, Wyspy Salomona, Sri Lanka, Celebes, Sumatra, Tajwan, Tajlandia, Tybet, Tonga, Vanuatu, Wietnam, Wallis i Futuna.
Rośliny zostały introdukowane na Kajmanach, Komorach, Kubie, Dominikanie, Florydzie, Hawajach, Nauru, Panamie, Portoryko, Seszelach, Wyspach Towarzystwa, Leeward Islands i Windward Islands.

## Systematyka
Rodzaj sklasyfikowany do plemienia Collabieae, podrodzina epidendronowe (Epidendroideae), rodzina storczykowate (Orchidaceae), rząd szparagowce (Asparagales) w obrębie roślin jednoliściennych.
Wykaz gatunków
- Spathoglottis affinis de Vriese
- Spathoglottis albida Kraenzl.
- Spathoglottis arunachalensis Tsering & K.Prasad
- Spathoglottis aurea Lindl.
- Spathoglottis bulbosa Schltr.
- Spathoglottis carolinensis Schltr.
- Spathoglottis chrysantha Ames
- Spathoglottis chrysodorus T.Green
- Spathoglottis confusa J.J.Sm.
- Spathoglottis doctersii J.J.Sm.
- Spathoglottis eburnea Gagnep.
- Spathoglottis elmeri Ames
- Spathoglottis elobulata J.J.Sm.
- Spathoglottis erectiflora Schltr.
- Spathoglottis gracilis Rolfe ex Hook.f.
- Spathoglottis hardingiana C.S.P.Parish & Rchb.f.
- Spathoglottis ixioides (D.Don) Lindl.
- Spathoglottis jetsuniae Gyeltshen, Tobgyel & Dalström
- Spathoglottis kenejiae Schltr.
- Spathoglottis kimballiana Hook.f.
- Spathoglottis latifolia (Gaudich.) Garay & Ormerod
- Spathoglottis microchilina Kraenzl.
- Spathoglottis micronesiaca Schltr.
- Spathoglottis pacifica Rchb.f.
- Spathoglottis palawanensis Lubag-Arquiza
- Spathoglottis papuana F.M.Bailey
- Spathoglottis parviflora Kraenzl.
- Spathoglottis paulinae F.Muell.
- Spathoglottis petri Rchb.f.
- Spathoglottis philippinensis Lubag-Arquiza
- Spathoglottis plicata Blume
- Spathoglottis portus-finschii Kraenzl.
- Spathoglottis pubescens Lindl.
- Spathoglottis pulchra Schltr.
- Spathoglottis smithii Kores
- Spathoglottis sulawesiensis T.Green
- Spathoglottis tomentosa Lindl.
- Spathoglottis tricallosa J.J.Sm.
- Spathoglottis unguiculata (Labill.) Rchb.f.
- Spathoglottis vanoverberghii Ames
- Spathoglottis vanvuurenii J.J.Sm.
- Spathoglottis velutina Schltr.

Wykaz gatunków
- Spathoglottis × parsonsii Ames & Quisumb.